# Pedro Espinosa
Pedro Espinosa, in religione Pedro de Jesús (Antequera, 1578 – Sanlúcar de Barrameda, 1650), è stato uno scrittore spagnolo.
Si ritirò a vita monastica, scrivendo esclusivamente poesie religiose. È ricordato per la sua Favola del Genil e per le sue novelle, ma soprattutto per aver compilato l'antologia Fiori dei poeti illustri (1605).